# Elecciones presidenciales de Hungría de 2017
Las elecciones presidenciales de Hungría de 2017 tuvieron lugar el 13 de marzo del mencionado año. El presidente de Hungría es una jefatura de estado mayormente ceremonial y elegida en forma indirecta por medio de la Asamblea Nacional (que había sido reducida de 386 a 199 escaños tras una reforma constitucional). El presidente en ejercicio, János Áder, del partido oficialista Fidesz-Unión Cívica Húngara, también partido del primer ministro Viktor Orbán, resultó ampliamente reelegido para un segundo mandato en la segunda votación parlamentaria, convirtiéndose en el segundo presidente de la Hungría poscomunista en acceder a un segundo mandato.

## Antecedentes
Tras el estallido de una controversia en torno a su tesis doctoral de 1992, el presidente Pál Schmitt anunció su renuncia a la Asamblea Nacional el 2 de abril de 2012, menos de dos años después de su elección. Schmitt fue reemplazado por János Áder, eurodiputado por el partido oficialista Fidesz-Unión Cívica Húngara, que había ganado una mayoría abrumadora en las elecciones parlamentarias de 2010. Áder fue elegido el 2 de mayo con 262 votos a favor y 40 en contra y juramentado como presidente el 10 de mayo, para un mandato de cinco años.
En paralelo con la renuncia de Schmitt y las enmiendas constitucionales que Fidesz había comenzado a implementar, aumentaron los rumores de que el primer ministro Viktor Orbán, líder de Fidesz (que tenía garantizada la consagración de su candidato debido a su mayoría parlamentaria de dos tercios), tenía la intención de abandonar la jefatura de gobierno para ser elegido presidente. Como el autor del periódico izquierdista Népszabadság, Ildikó Csuhaj, citó una fuente anónima en su artículo del 21 de mayo de 2014: "el papel del jefe de Estado, la representación de una nación unida no es solo un deseo momentáneo, sino una opción pensada de manera realista", y "este es un dilema para el primer ministro en este momento". Csuhaj especuló que Orbán tenía la intención de instaurar un sistema semipresidencialista de tipo francés, con Orbán como presidente y János Lázár como primer ministro (de acuerdo con informes del periódico conservador Figyelő), o incluso un sistema presidencial puro encabezado por Orbán. El mismo Orbán declaró en una entrevista con Handelsblatt que consideraba al presidencialismo como «más apropiado» para implementar ciertas «reformas difíciles» que el parlamentarismo. Tras la renuncia de Schmitt en abril de 2012, Orbán dijo en una conferencia en la Corte Suprema que «hubo numerosos argumentos a favor de un sistema presidencial» durante el proceso de enmiendas constitucionales de 2011, pero que finalmente ninguna de estas se abordó debido a «razones históricas y de legalidad permanente».
A principios de 2015, sin embargo, Fidesz perdió su mayoría de dos tercios después de dos derrotas en elecciones parciales en febrero y abril, ambas en el condado de Veszprém, pérdidas mayormente motivadas por las protestas desatadas por un nuevo impuesto a Internet en 2014. Esta pérdida implicó que, con solo 131 de los 199 escaños en la Asamblea Nacional, Fidesz y su socio, el Partido Popular Demócrata Cristiano (KDNP) ya no podrían enmendar la constitución de manera unilateral. Los periódicos de izquierda, como Népszava, nacionalizaron la elección parcial afirmando que su objetivo sería impedir que Orbán se convirtiera en presidente de Hungría con «poder absoluto por nueve años». En mayo de 2015, Orbán descartó la posibilidad de su candidatura presidencial, afirmando que las probabilidades eran «menores que cero», y que el cargo debía ser ocupado por «un actor político diferente, que represente la unidad de la nación». El 13 de diciembre de 2015, el vigesimosexto congreso del partido gobernante Fidesz reeligió a Viktor Orbán como líder del partido. En su discurso, el primer ministro declaró que estaba listo para encabezar el partido en las elecciones parlamentarias de 2018 y para ejercer un tercer mandato como primer ministro si volvían a ganar. Con los comicios presidenciales al término del mandato de Áder en marzo de 2017, Orbán dejó claro que no buscaría la presidencia.

## Sistema electoral
Según la actual constitución de Hungría adoptada por impulso de la coalición gubernamental Fidesz-KDNP en 2011, el presidente debe ser elegido en una votación secreta por los 199 miembros de la Asamblea Nacional, no antes de los sesenta, pero a más tardar treinta días antes de que expire el mandato del anterior funcionario, o si su mandato finalizó prematuramente, dentro de los treinta días posteriores a la finalización. La constitución autoriza al Presidente de la Asamblea Nacional a fijar la fecha para la elección.
Un candidato presidencial necesita la nominación por escrito de al menos una quinta parte de los miembros del parlamento (por lo tanto, alrededor de 40 diputados), que no pueden nominar a más de un candidato. En la primera vuelta de las elecciones, se requiere una mayoría de dos tercios de todos los parlamentarios en ejercicio para elegir al presidente. Si no se cumple esta condición, se celebra una segunda vuelta entre los dos candidatos que recibieron el mayor y el segundo mayor número de votos en la primera ronda. Una mayoría simple de los parlamentarios votantes es suficiente. Desde 1990, no ha habido más de dos candidatos en ninguna elección presidencial.

## Candidaturas

### Fidesz-KNDP

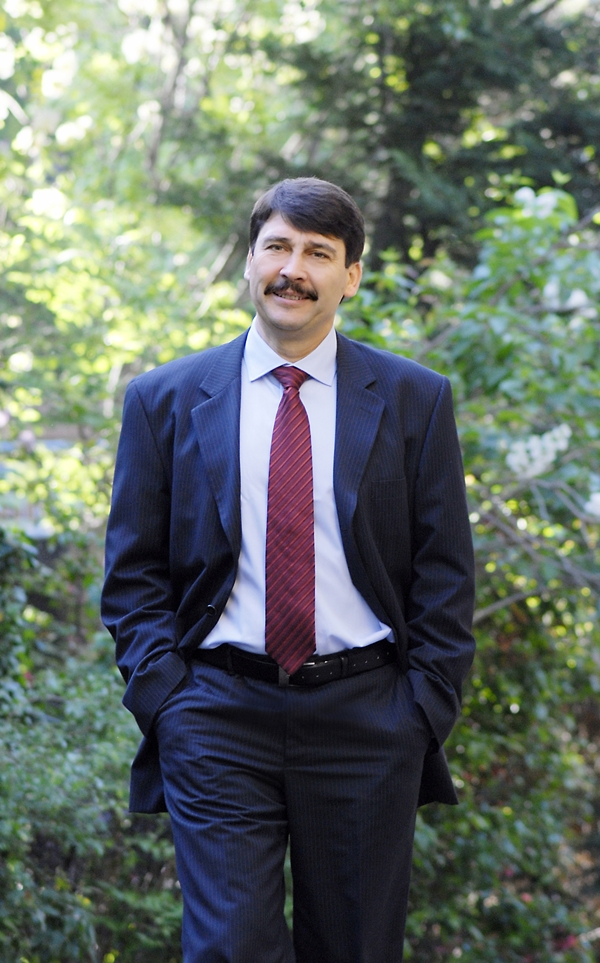
János Áder en abril de 2012.

En contraste con Schmitt, que durante sus casi dos años de mandato como presidente se había plegado enormemente al papel ceremonial de la jefatura de estado y no había empleado nunca su poder de veto parcial para revisar leyes aprobadas por la Asamblea Nacional por medio del Tribunal Constitucional, Áder había ejercido las prerrogativas presidenciales de manera relativamente más autónoma, demostrando actuar como un verdadero contrapeso para el gobierno de Orbán en algunas cuestiones importantes. Por ejemplo, envió el plan de registro de votantes propuesto al Tribunal Constitucional para una revisión legal preliminar en diciembre de 2012. Un mes después, el tribunal dictaminó que la ley restringía los derechos de voto en un grado injustificable, debido al requisito de que los votantes se registren antes de ir a las urnas aplicadas a cada votante, lo que devino en que el gabinete tuviera que retirar el proyecto de ley. En mayo de 2015, Áder se negó a firmar la nueva ley de tierras que tenía la intención de pasar el derecho de gestión de parques nacionales a la Organización Nacional de Gestión del Fondo de Tierras (NFA). Áder también utilizó su derecho a veto en marzo de 2016 en el controvertido proyecto de ley que habría declarado que los fondos públicos asignados a las fundaciones del Banco Nacional Húngaro (MNB) como "fondos privados".
Como contrapartida, Áder firmó la controvertida cuarta enmienda constitucional impulsada por el gobierno de Orbán, que fortalecía enormemente al primer ministro y al legislativo dominado por su partido en detrimento de la presidencia y del Tribunal Constitucional. Este accionar desató protestas de parte de grupos opositores, que acusaron al presidente de permitir a Orbán y su gobierno concentrar más poder político, tolerando un retroceso democrático en Hungría. Áder declaró posteriormente para defender su posición: «es mi deber constitucional inequívoco firmar y declarar esta enmienda constitucional como ley. Esto es independientemente de mi postura sobre los cambios y de si me gustan o no». El periodista liberal de izquierda Gábor Miklósi (Index.hu) hizo un resumen crítico de la presidencia de Áder, acusando al jefe de Estado de mantenerse en silencio con respecto a cuestiones realmente importantes, afirmando que «su poco habitual crítica no obstaculiza sino que legitima el sistema político cada vez más autoritario de Hungría».
A pesar de los comentarios de Miklósi sobre su supuesta pasividad, los desacuerdos anteriores, principalmente el rechazo de la ley controvertida de registro electoral y la reclasificación de los fondos públicos de MNB, constituyeron serios contratiempos políticos para el gobierno de Orbán, lo que condujo a un debate dentro del oficialismo en torno a la posibilidad de reemplazar a Áder por un candidato más «obediente» de cara a la renovación presidencial de 2017. El portal progubernamental Origo.hu, citando fuentes anónimas de la dirección de Fidesz, escribió en abril de 2016 (un mes después de que Áder vetara la ley del MNB), escribió que la salida de Áder tras la finalización de su mandato en mayo de 2017 estaba «casi asegurada». El sitio web señaló que Orbán se había opuesto personalmente a la candidatura inicial de Áder y quería en la presidencia a una figura de origen apolítico, como por ejemplo los académicos József Pálinkás o Szilveszter E. Vizi. En mayo de 2016, el micrófono de Hír TV grabó una breve conversación entre György Rubovszky (KDNP), presidente del Comité de Justicia, e Imre Vas (Fidesz), vicepresidente del Comité. Rubovszky le dijo a su colega que prácticamente no había forma de que Áder fuera reelecto, porque «Viktor [Orbán] no lo permitirá».

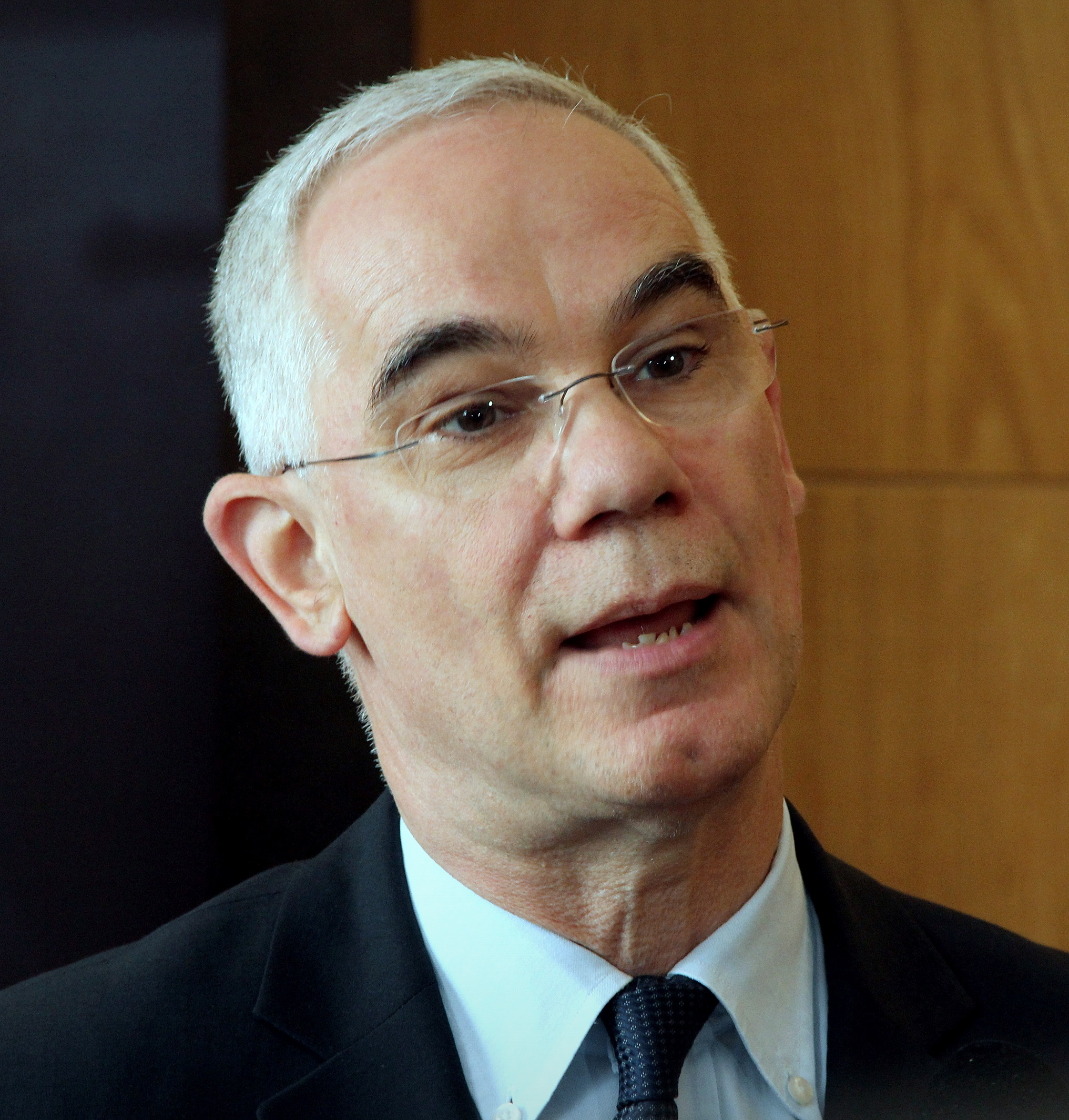
Se consideró a Zoltán Balog como un posible candidato hasta diciembre de 2016.

El 8 de diciembre de 2016, el portal de noticias opositor ATV afirmó que el pastor calvinista y ministro de Recursos Humanos Zoltán Balog había sido seleccionado por Orbán y el liderazgo del partido como candidato a sucesor de Áder como presidente de Hungría. La «relación de confianza» entre Áder y Orbán se habría deteriorado supuestamente por la postura «pasiva» del presidente de cara al fracasado referéndum de cuotas migratorias de 2016. Sin embargo, ATV cuestionó la idea de que un calvinista fuese elegido presidente siendo que tanto Orbán (el primer ministro) como László Kövér (el presidente de la Asamblea Nacional) pertenecían a dicha confesión religiosa, a pesar de ser Hungría un país de mayoría católica. Balog se negó a comentar sobre los informes de prensa.
A pesar de lo anterior, Origo.hu respaldado por Fidesz confirmó el 11 de diciembre, tres días después de la publicación de ATV, que Áder permanecería como presidente pese a la presencia de «otros precandidatos serios» como Balog y el expresidente del Tribunal Constitucional Barnabás Lenkovics. El portal de noticias agregó que la reelección fue una decisión solo para Áder, que había pedido tiempo para considerar su candidatura. Después de una larga conservación con Kövér, Áder telefoneó a Orbán para informarle que estaba dispuesto a ejercer un segundo mandato presidencial. El 21 de diciembre ATV emitió un informe afirmando que el partido oficialista había decidido respaldar una nueva postulación de Áder después de que el propio Orbán recomendara su reelección. El diario progubernamental Magyar Idők confirmó la información de ATV al día siguiente, escribiendo que «existe un consenso dentro de la presidencia del partido Fidesz para nominar a Áder como su candidato para el cargo de Presidente de Hungría». El líder del grupo parlamentario, Lajos Kósa, anunció oficialmente la nominación de Áder el mismo día. El 29 de diciembre, Áder anunció que aceptaría la nominación, calificando la presidencia como un «servicio constitucional». La cuestión religiosa de que tres cargos importantes fuesen ocupados por calvinistas en el contexto de las buenas relaciones que Orbán buscaba con la Iglesia católica de Hungría, así como los costos posibles de retirar a Balog del Ministerio de Recursos Humanos para que asumiera la presidencia fueron considerados factores para el descarte de su candidatura, de acuerdo con el periodista Szabolcs Dull. Dull argumentó que Áder en todo caso no había causado «grandes problemas» durante su primer mandato, por lo que su reelección «no representaría un riesgo político significativo» para Orbán. El 5 de enero de 2017, el portal liberal de izquierda 444.hu, declaró en un informe que figuras destacadas del partido habrían convencido a Orbán de apoyar la reelección de Áder en lugar de su reemplazo por Balog.

### Oposición de centroizquierda
| Partidos    | Partidos       | Partidos       | Escaños |
| ----------- | -------------- | -------------- | ------- |
|             |                | Fidesz         | 114/199 |
|             | KDNP           | 17/199         |         |
| Oficialismo | Oficialismo    | Oficialismo    | 131/199 |
|             |                | MSZP           | 28/199  |
|             | Jobbik         | 24/199         |         |
|             | LMP            | 5/199          |         |
|             | DK             | 4/199          |         |
|             | Juntos         | 2/199          |         |
|             | PM             | 1/199          |         |
|             | Liberales      | 1/199          |         |
| Oposición   | Oposición      | Oposición      | 65/199  |
|             | Independientes | Independientes | 3/199   |
| Total       | Total          | Total          | 199     |

Ningún otro partido político aparte de Fidesz había obtenido los 40 escaños parlamentarios requeridos para nominar por sí solo un candidato presidencial. Desde el otoño de 2016, Sándor Székely, presidente del Movimiento de la Solidaridad Húngara y miembro de la Asamblea General de Budapest, había declarado su intención de estudiar la propuesta de un candidato que fuera aceptable para todos los «partidos parlamentarios democráticos» (implícitamente excluyendo al Movimiento por una Hungría Mejor o Jobbik, partido opositor de extrema derecha). Según Székely él, Balázs Gulyás (una figura destacada de las protestas contra el impuesto de Internet de 2014), y el historiador literario Péter Krasztev comenzaron a buscar un candidato adecuado. Finalmente, lanzaron una petición para apoyar la nominación del académico jurídico László Majtényi. Majtényi se desempeñó como Comisionado Parlamentario para la Privacidad (1995-2001) y presidente de la Comisión Nacional de Radio y Televisión (ORTT) (2008-2009), y ocupó el cargo de Director de la ONG del Instituto Eötvös Károly durante la candidatura. Treinta y nueve intelectuales y figuras públicas conocidas habían firmado la petición antes del 2 de enero de 2017, incluidos László Z. Bitó , János Bródy, Kinga Göncz , Ágnes Heller y Lajos Parti Nagy, afirmando que creían que Áder era leal a su partido más que al sistema constitucional, y que Majtényi proporcionaría efectivamente controles y equilibrios al gabinete de Orbán. El 4 de enero, Majtényi anunció que aceptaba la nominación de los intelectuales y publicó los cuatro puntos de su programa presidencial: un llamado a referéndum constitucional; un sistema electoral libre y justo; una lucha contra la pobreza; y una lucha contra la corrupción.
En las elecciones parlamentarias de 2014, la breve alianza política de centroizquierda «Unidad» había ganado solo 38 escaños, dos menos de los 40 requeridos para nominar a un candidato presidencial, por lo que Majtényi necesitaba el apoyo de La Política Puede Ser Diferente (LMP), con 5 escaños. El 3 de enero de 2017, el partido Diálogo por Hungría confirmó su apoyo a Majtényi «siempre luchó por las personas con la herramienta de la ley». El mismo día, el líder partidario Gábor Fodor declaró en Hír TV que el Partido Liberal Húngaro se uniría a la iniciativa de Majtényi. Péter Kónya, diputado independiente y presidente del partido extraparlamentario Solidaridad por la República, confirmó que apoyaba la nominación de Majtényi el 5 de enero. El 3 de febrero, LMP anunció que apoyaría a Majtényi «teniendo en cuenta la realidad actual», pero que seguiría abogando por la elección directa de la presidencia. El Partido Socialista Húngaro (MSZP) anunció su apoyo el 15 de febrero en una conferencia de prensa. El presidente del partido, Gyula Molnár, dijo que habían encontrado en Majtényi un candidato que «puede representar su compromiso democrático».  El 24 de febrero, la presidencia de la Coalición Democrática (DK) autorizó a los cuatro parlamentarios del partido a apoyar y votar a Majtényi. El líder del partido, Ferenc Gyurcsány, dijo que el candidato representaba «ideales solidarios y republicanos». Finalmente, el partido Juntos (Együtt) también declaró su apoyo el 27 de febrero. Con estos apoyos, Majtényi contó con 43 parlamentarios a su favor, pudiendo registrarse como candidato, el primer candidato de la oposición desde András Balogh (2010) y el primer candidato civil no partidista desde László Sólyom (2005).

### Jobbik
En abril de 2016, el partido de extrema derecha Movimiento por una Hungría Mejor (Jobbik) presentó una enmienda constitucional para adoptar un sistema electoral directo presidencial, argumentando que esto aumentaría la legitimidad e independencia del cargo. El parlamento no incluyó el tema en la agenda. Jobbik solo poseía 24 escaños en el parlamento, por lo que no podía proponer un candidato propio. El 5 de febrero, el líder del grupo parlamentario de Jobbik János Volner anunció que sus parlamentarios no votarían ni por Áder ni por Majtényi. Volner también dijo que los parlamentarios de Jobbik no se registrarían para las elecciones y votarían en ellas. Recordando los dichos previos del dirigente demócrata cristiano Rubovszky, Volner ironizó que con el sistema indirecto en Hungría solo podía ser presidente alguien «cuya candidatura sea permitida por Viktor [Orbán]».

## Campaña
El presidente de la Cámara de Representantes, László Kövér, fijó el 13 de marzo como el día de las elecciones, que era la fecha más temprana posible. Los políticos de la oposición afirmaron que el gobierno quería evitar darle a Majtényi la oportunidad de disputar las elecciones el día nacional de la Revolución de 1848. Fidesz acordó que los dos candidatos tendrían la oportunidad de pronunciar un discurso de quince minutos en el parlamento justo antes de las elecciones.
Fidesz lanzó una campaña negativa contra Majtényi a través de su amplia cobertura mediática. El líder del grupo parlamentario, Lajos Kósa, comentó sarcásticamente que el Partido Socialista estaba apoyando a un candidato que antes había hablado sobre el partido en «un tono de gran desprecio». Unas semanas más tarde, Kósa llamó a Majtényi el «candidato de George Soros», refiriéndose al Instituto Eötvös Károly respaldado por Open Society Foundations. En respuesta, Majtényi dijo que había seguido y representado sus propias convicciones a lo largo de su vida. Argumentando a favor de Áder, Kósa dijo que «en cuestiones constitucionales importantes, János Áder puede validar una posición basada en los principios de constitución y democracia, en lugar de en el punto de vista de Fidesz». Algunas figuras de la oposición emplearon este comentario para atacar al oficialismo, afirmando que esto podía interpretarse como una admisión implícita de que la postura de Fidesz y sus iniciativas políticas podían teóricamente ser antidemocráticas o alejadas de los principios constitucionales.
El blog progubernamental Pesti Srácok afirmó que Soros había donado 145 millones de HUF al Instituto Eötvös desde 2010. Después de eso, el diputado demócrata cristiano István Hollik celebró una conferencia de prensa en la que instó a Majtényi a responder: «¿cuáles son las tareas exactas que Majtényi cambió por donaciones extranjeras, y si él representa los intereses de Soros contra Hungría, o no?». Majtényi rechazó las acusaciones y dijo que su organización había recibido solo HUF 57 millones de la Open Society desde 2010.
Mientras János Áder permaneció completamente pasivo durante el llamado período de campaña (desde diciembre de 2016, no dio entrevistas), László Majtényi visitó todos los escaños del condado y celebró foros públicos. Un día antes de las elecciones, la encuesta de Nézőpont mostró que el 54% de la población adulta había apoyado la reelección de Áder, mientras que Majtényi tenía el 14% de apoyo, con el 32% restante respondiendo "no sabe".

## Elección y resultados

### Primera vuelta
El día de la elección, los dos candidatos pronunciaron un discurso de 15 minutos en la Asamblea Nacional. János Áder, quien evitó los problemas de política interna en su discurso, enumeró los logros de su primer mandato presidencial, incluida la mejora en las relaciones húngaro-serbias, cuando las legislaturas de los dos países condenaron mutuamente los crímenes de guerra de la Segunda Guerra Mundial y el éxito de su representación internacional de la política climática y medioambiental de Hungría. László Majtényi se pronunció a favor de instituciones independientes contra el «capricho humano», enfatizando la corrupción, la pobreza y las numerosas y controvertidas medidas del gobierno de Orbán. Acusó a Orbán de buscar siempre un «enemigo común» para polarizar a la sociedad, empleando para eso a la inmigración ilegal, los liberales, o George Soros. Refiriéndose al primer ministro, declaró que «el que adquiera todo el poder, lo perderá todo».
Áder no logró obtener los dos tercios requeridos de los votos en la primera vuelta de la votación secreta: recibió 131 votos (número que era igual al número de diputados progubernamentales). Majtényi obtuvo 44 votos, es decir, el número total de parlamentarios de la oposición de izquierda, más los tres parlamentarios independientes, que también criticaron al gobierno. Los 24 representantes de Jobbik boicotearon las elecciones.
|  | 74.86 % |

|  | 65.83 % |

|  | 25.14 % |

|  | 22.11 % |

|  | 87.94 % |

|  | 12.06 % |

|  | 100.00 % |

### Segunda vuelta
Antes de la segunda vuelta, los cuatro parlamentarios de la Coalición Democrática anunciaron que también boicotearían las elecciones, ya que el oficialismo solo necesitaba sus propios votos para que Áder fuera elegido en forma unilateral en la segunda vuelta. Áder recibió 131 votos nuevamente, mientras que Majtényi obtuvo 39 votos, lo que implicó necesariamente la abstención de un parlamentario más, aparte de los miembros de la DK, posiblemente un opositor independiente. Áder se convirtió en el primer jefe de Estado de Hungría en ser reelegido para un segundo mandato desde Árpád Göncz, quien se desempeñó como presidente de 1990 a 2000.
|  | 77.06 % |

|  | 65.83 % |

|  | 22.94 % |

|  | 19.60 % |

|  | 85.43 % |

|  | 14.57 % |

|  | 100.00 % |